# Municipio de Bazetta
El municipio de Bazetta (en inglés: Bazetta Township) es un municipio ubicado en el condado de Trumbull en el estado estadounidense de Ohio. En el año 2010 tenía una población de 5874 habitantes y una densidad poblacional de 92,55 personas por km².

## Geografía
El municipio de Bazetta se encuentra ubicado en las coordenadas 41°18′32″N 80°46′4″O / 41.30889, -80.76778. Según la Oficina del Censo de los Estados Unidos, el municipio tiene una superficie total de 63.47 km², de la cual 54,52 km² corresponden a tierra firme y (14,09 %) 8,94 km² es agua.

## Demografía
Según el censo de 2010, había 5874 personas residiendo en el municipio de Bazetta. La densidad de población era de 92,55 hab./km². De los 5874 habitantes, el municipio de Bazetta estaba compuesto por el 96,92 % blancos, el 1,26 % eran afroamericanos, el 0,2 % eran amerindios, el 0,75 % eran asiáticos, el 0,1 % eran de otras razas y el 0,77 % eran de una mezcla de razas. Del total de la población el 0,7 % eran hispanos o latinos de cualquier raza.